# LD-8100
LD-8100は、パイオニアが1985年に発売したレーザーディスクプレーヤーである。

## 考察
3世代のプレーヤーでLD専用機であり、デジタル音声ディスクに対応。20CMのLDは使用可能だが、シングルLDは使用できない。
- レーザーカラオケに対応しており、マイクを2台接続可能。デジタルエコーなども搭載している。
- CXノイズリダクションシステムを搭載し、アナログ収録の音声をNRシステムでノイズを抑える事ができる。
- I/Oポートを装備し、同社のMSXなどと接続できる。
- トレイは半自動型で、途中までは自動で出てくるが途中からは手動で引き出すタイプ。